# Wilhelm Gideon
Wilhelm Gideon (ur. 15 listopada 1898 w Oldenburgu, zm. 23 lutego 1977 tamże) – SS-Hauptsturmführer, drugi w kolejności komendant obozu koncentracyjnego KL Gross-Rosen.

## Życiorys
Walczył podczas I wojny światowej jako ochotnik w niemieckiej marynarce. Został odznaczony Krzyżem Żelaznym II Klasy i Krzyżem Honorowym. Od 1919 do 1931 pracował w hucie szkła. Członek SS od 1933 i NSDAP od 1937. Był skarbnikiem w sztabie SS-Reiterstandarte. W latach 1939–1942 służył w Dywizji SS "Totenkopf" (SS-Division "Totenkopf"), w której pełnił m.in. funkcję oficera do zadań specjalnych (Führer zur besonderen Verwendung). Następnie, po krótkiej dwumiesięcznej służbie w Głównym Urzędzie Gospodarczo-Administracyjnym SS (SS-Wirtschafts- und Verwaltungshauptamt, WVHA), w lutym 1942 został szefem administracji (Wydział IV - Administracja) (Abteilung IV - Verwaltung) w KL Neuengamme. Od 15 września 1942 do 10 listopada 1943 roku Gideon był drugim z kolei komendantem KL Gross-Rosen. Po odwołaniu z tego stanowiska, do końca wojny był szefem jednego z referatów w sztabie Wyższego Dowódcy SS i Policji w Danii Höhere SS- und Polizeiführer "Danmark".